# アレクサンドル・サルタノフ
アレクサンドル・ウラージミロヴィチ・サルタノフ（ロシア語: Александр Владимирович Салтанов、ラテン文字転写の例：Alexandr Vladimirovich Saltanov、1946年2月14日 - ）は、ロシアの外交官。2001年から2011年まで、ロシア連邦外務次官、2006年から2011年まで、中東担当ロシア大統領特別代表。
1970年モスクワ国際関係大学を卒業する。同年ソ連外務省に入省する。中東問題の専門家で外務省本省の中東・北アフリカ担当部局の他、クウェート、シリアの在外公館で勤務を経て、1992年駐ヨルダン大使。1999年外務省中東・北アフリカ局長。2001年10月から2011年まで、外務次官。中東担当としてイラク問題などでロシアを代表して交渉の場に立った。
アラビア語、英語、フランス語に堪能。